# Alexander Eduard von Mücke
Alexander Eduard von Mücke (* 29. April 1815 in Niederrennersdorf; † 10. Oktober 1883 in Dresden) war ein königlich-sächsischer Jurist.

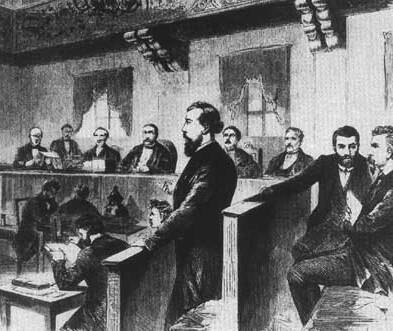
Wilhelm Liebknecht vor dem Leipziger Hochverratsprozess 1872 unter Vorsitz von Alexander Eduard von Mücke

Mücke wurde 1815 als Sohn von Gustav Adolf Maximilian von Mücke und Christiane Elisabeth Horn geboren. Die Familie Mücke war kurz zuvor, 1806, nobilitiert worden und besaß das Rittergut Niederrennersdorf bei Herrnhut. Als zweiter Sohn stand er in der Erbfolge hinter seinem älteren Bruder Karl Gustav Maximilian, der 1847 Majoratsherr des Gutes wurde.
Mücke besuchte das Gymnasium in Zittau und studierte danach Jura. 1844 wurde er als Baccalaureus juris Justiziar des Patrimonialgerichts Gaußig. Später war er Gerichtsamtmann in Augustusburg und Werdau, Bezirksgerichtsdirektor in Zittau und Bautzen, wurde dort dann Landgerichtsdirektor und zum Ende Oberlandesgerichtsrat in Dresden. 1867 bekam Mücke vom österreichischen Kaiser Franz Joseph I. den Orden der Eisernen Krone III. Klasse verliehen.
1872 wurde Mücke als Bezirksgerichtsdirektor in Bautzen zum Vorsitz im Leipziger Hochverratsprozess gegen Wilhelm Liebknecht und August Bebel berufen. Der Prozess fand vor dem Leipziger Schwurgericht statt, Liebknecht und Bebel wurden zu zwei Jahren Festungshaft verurteilt. Bebel beschrieb Mücke später als „herkulisch gebauten Mann“ und „den beschränktesten Kopf [...], den es unter den Gerichtsdirektoren in Sachsen gab“. Mücke sei „seiner Aufgabe in keiner Weise gewachsen“ und „naiv bis zur Bewußtlosigkeit“ gewesen. Noch im Jahr des Prozesses erhielt Mücke für seine Rolle in dem Hochverratprozess den Königlichen Preußischen Kronen-Orden III. Klasse.
Am 13. April 1847 heiratete er auf dem Querfurth'schen Gut in Schönheide Anna Edle von Querfurth (* 12. Januar 1822; † 21. Juni 1887), Tochter des Unternehmers und Politikers Karl von Querfurth und spätere Trägerin des Sidonien-Ordens sowie des Verdienstkreuzes für Frauen und Jungfrauen. Das Ehepaar hatte vier Söhne; eine Tochter verstarb früh. Der Anfang des 20. Jahrhunderts als Kriegsheld bekannt gewordene Hellmuth von Mücke war ein Enkel des Ehepaares.
1881 ging von Mücke als Oberlandesgerichtsrat in Pension, er starb 1883 in Dresden.